# Chapelle
Pour les articles homonymes, voir Chapelle (homonymie).

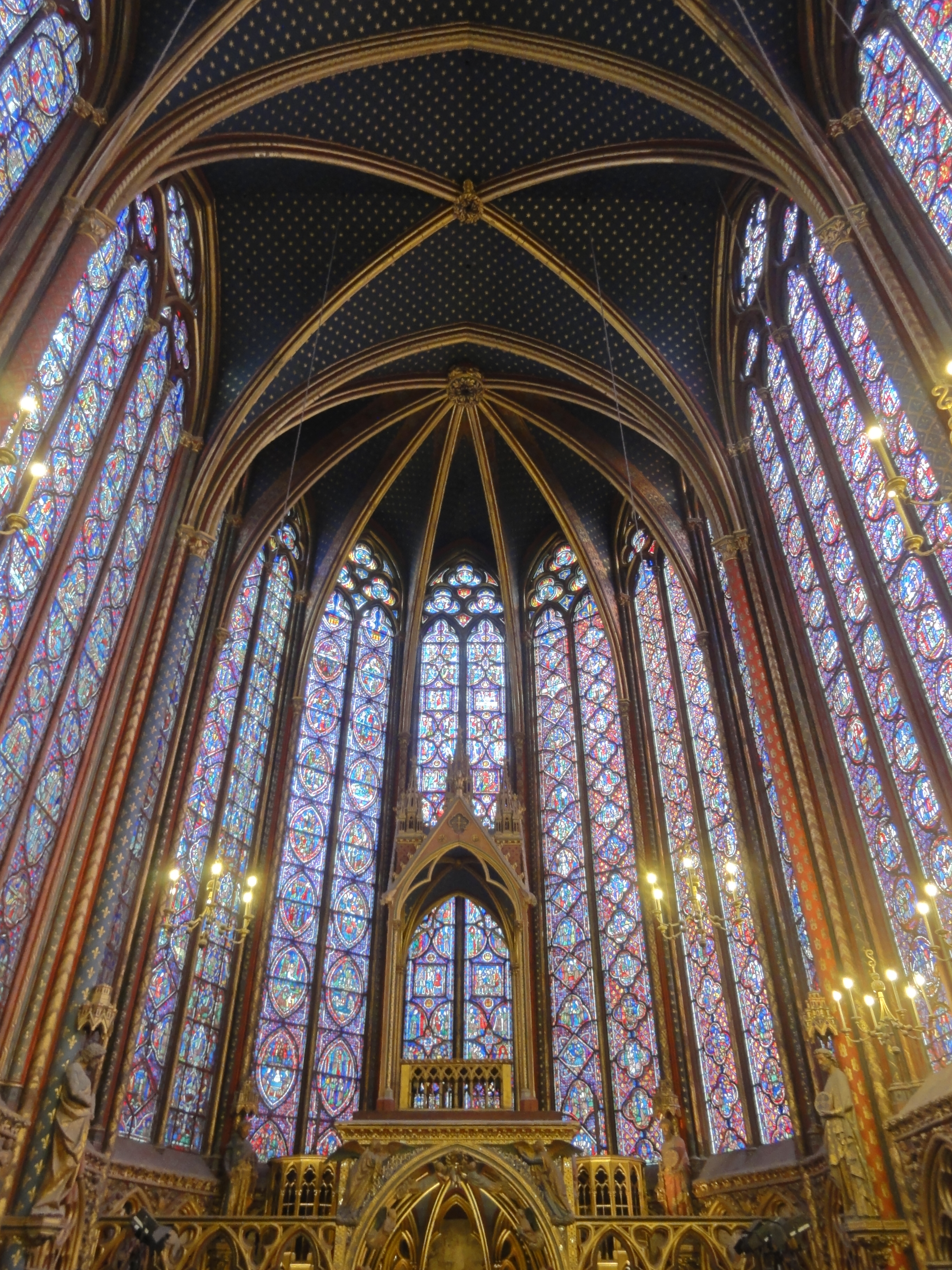
Intérieur de la Sainte-Chapelle sur l'île de la Cité, à Paris.

Une chapelle est un édifice religieux et lieu de culte chrétien qui peut, selon le cas, constituer un édifice distinct ou être intégré dans un autre bâtiment.
On désigne comme chapelle soit un édifice religieux secondaire dans une paroisse, soit un lieu de culte au sein d'un bâtiment ou d'un ensemble de bâtiments ayant une fonction précise (château, hôpital, école, cimetière, etc.). Le plus souvent les chapelles sont situées sur les bas-côtés d'une église, on parle alors de chapelles latérales.

## Étymologie et sens

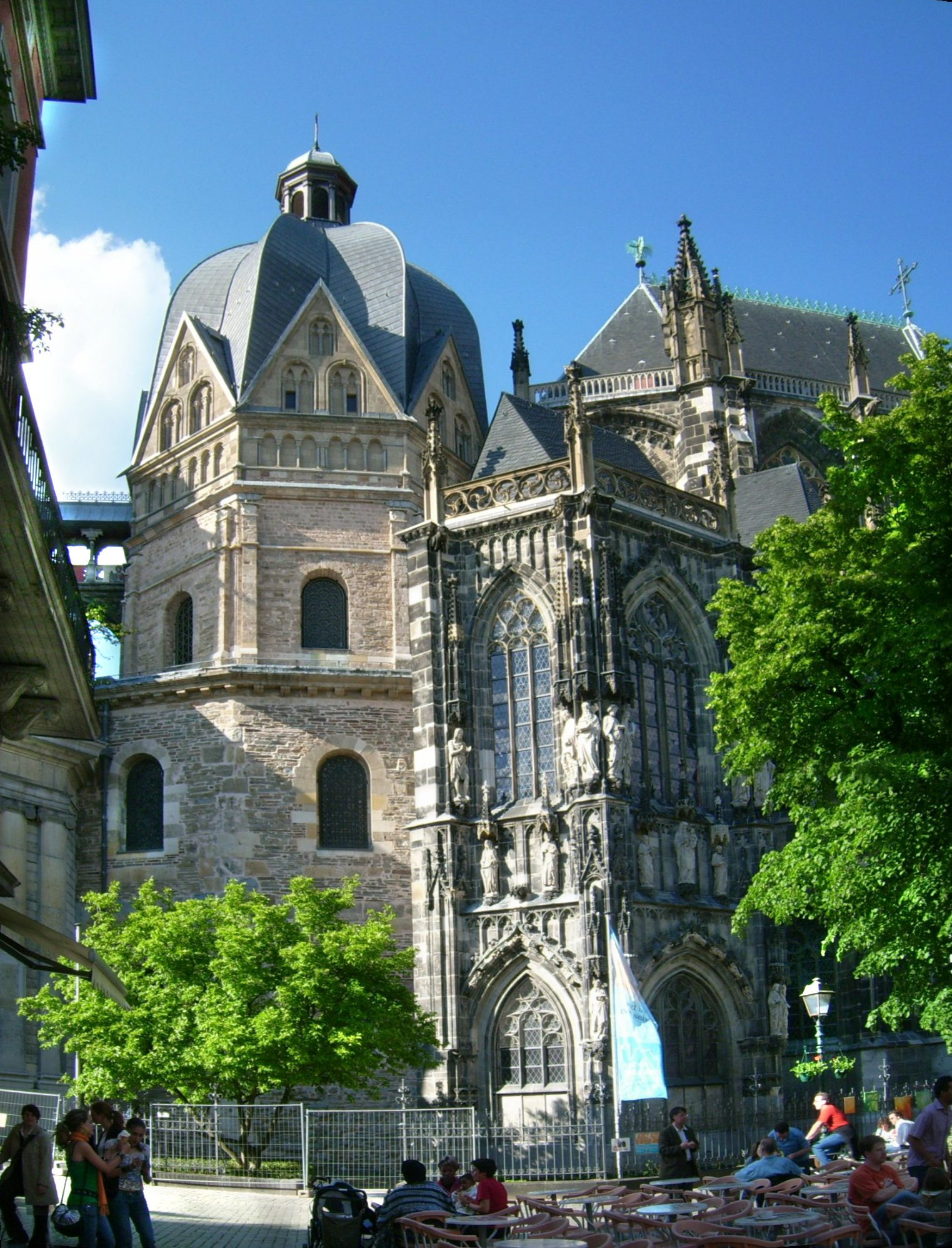
Chapelle palatine d'Aix-la-Chapelle.

Le mot latin médiéval capella a laissé l'ancien français capelle vers 1090. Ce dernier mot désignant un édifice ou espace religieux chrétien a ensuite évolué vers « chapelle » en moyen français. La tradition étymologique française évoque une origine latine, par le mot bas latin cappa, signifiant « le capuchon, le manteau à capuchon », ou son diminutif cappella. La cappa désigne au VIIe siècle un grand manteau à capuchon. Ce mot latin fait référence au verbe transitif capello, capellare signifiant « enlever, ôter » en latin classique. Il a laissé en ancien français le mot féminin chape et surtout son dérivé toujours de genre féminin chapete, le petit manteau, attesté au XIIe siècle.
D'un point de vue hagiographique, la chape saint Martin (en latin : capa sancto Martino) désigne initialement la relique du manteau d'officier de saint Martin. Il a donné son nom au trésor des reliques rassemblées par le puissant abbé de Tours, sous l'autorité régalienne.
La chapelle palatine d'Aix-la-Chapelle construite dans un lieu-dit de repos équipé de sources thermales, appelé pour cette raison Aquae ou Aix, a été surnommée à partir du diminutif latin capella, en référence à la petite fraction de reliques importée de la chape de saint Martin de Tours qui se trouvait sous l'oratoire de cet édifice. Il peut être supposé, que, grâce au rayonnement international d'Aix-la-Chapelle, le mot capella (puis « chapelle » en français) ait été utilisé, dès le IXe siècle, pour désigner d'autres édifices religieux et lieux de culte chrétien n'ayant pas les pleins droits paroissiaux, c'est-à-dire sans statut d'église officielle selon l'autorité épiscopale.
Par extension, on appelle « chapelle » l'ensemble des objets utilisés par le culte : calice, patène, chandeliers, etc. Ces objets étaient souvent des pièces d'orfèvrerie d'apparat, parfois créées pour une occasion particulière, comme l'ordination d'un évêque (« chapelle d'ordination »). Dans la marine, la « chapelle » était le coffre renfermant ces objets utilisés par l'aumônier du bord.

### Au sens du droit canonique
Le code de droit canonique de 1983 comporte des dispositions similaires pour les chapelles et les oratoires. Il désigne sous l'expression de « chapelle privée » « un lieu destiné au culte divin, […] pour la commodité d'une ou plusieurs personnes physiques ». La messe ne peut y être célébrée sans autorisation de l'ordinaire du lieu. Toutefois les évêques ont le droit d'avoir une chapelle privée sans autre formalité.
Des édifices qualifiés couramment de « chapelle » peuvent être regardées comme des églises par le droit canonique.

## Architecture et usages
D'un point de vue architectural, la basilique est l'édifice emblématique des premiers chrétiens. Avec le développement d'activité au cours des assemblées ou ecclesiae des fidèles, régulières ou exceptionnelles, et surtout de la psalmodie et du chant sous l'épiscopat milanais de Saint Ambroise, une partition de l'espace public a été entreprise, des autels semi-publics possédant parfois des reliques sont apparus, en partie cachés par des tentures ou des aménagements du lieu central toujours ouvert et libre d'accès, mis à part le chœur consacré, réservés aux prêtres en exercice. Ils permettaient dans ce lieu sacré des concélébrations familiales ou semi-privées, des petites messes anniversaires des morts, messes basses ou évocations en l'honneur de saints martyrs, des exercices vocaux, des répétitions aux chants liturgiques, des entraînements au cérémonial, des cours de catéchisme, etc.
Ces lieux fonctionnels à la fois semi-publics et semi-privés devaient disparaître, être enlevés avant les grandes messes dominicales ou festives. Ils auraient joué le rôle de cappellae ou de chapelles. Par la suite, les architectes d'église ont construit soit des renfoncements latéraux à la nef et au chœur, soit des bâtiments fonctionnels, indépendants ou annexes, pour abriter ces petits oratoires annexes à l'autel principal, nommés chapelles, plus tard confiés à des chapelains, responsables du mobilier et des objets liturgiques entreposés, produits de l'orfèvrerie du type vases sacrés, croix, burettes, luminaires, etc.

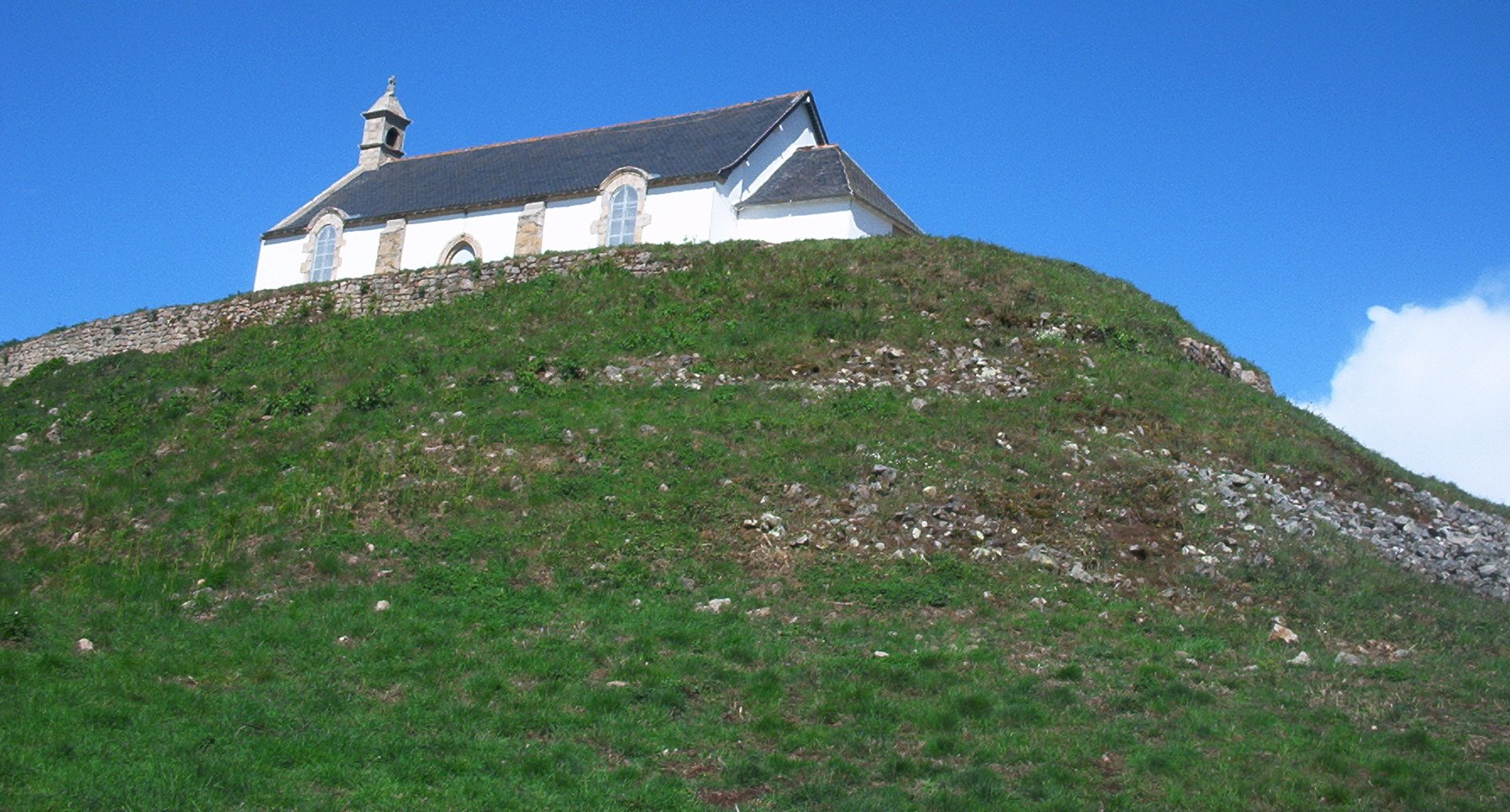
Chapelle Saint-Michel de Carnac, construite sur un tumulus.

De manière similaire, les églises annexes excentrées de l'église-mère ou éloignées, églises non paroissiales encore au XIVe siècle, se sont nommées définitivement chapelles et ont été attribuées à un chapelain, gardien responsable des objets consacrés, par exemple des statues des saints en dévotion. La chapellenie, ou cappellania en latin médiéval, est le bénéfice, sous forme de rentes diverses ou de part de mense, lié à l'entretien d'un prêtre ou chapelain, desservant la chapelle ou assurant un service régulier pour l'âme du donateur.
L'équivalent anglais est chantry et fait allusion à la pratique du chant. Le chant a cappella est le rituel du plain chant ou chant liturgique. Ainsi, la chapelle Sixtine abrite la chorale de Sixte IV.
D'un point de vue rituel, les missionnaires chrétiens pouvaient posséder des petits autels ou chapelles portatives, pour célébrer la messe et accomplir les cérémonies rituelles. En ancien français, le chapel désigne en particulier une couronne de fleurs. La Fête-Dieu garde parfois cette vieille tradition de construction d'autel végétal éphémère, en plein air, de statut semi-public. Cette troisième hypothèse rejoint la deuxième.

## Types de chapelles

### Dans un édifice religieux

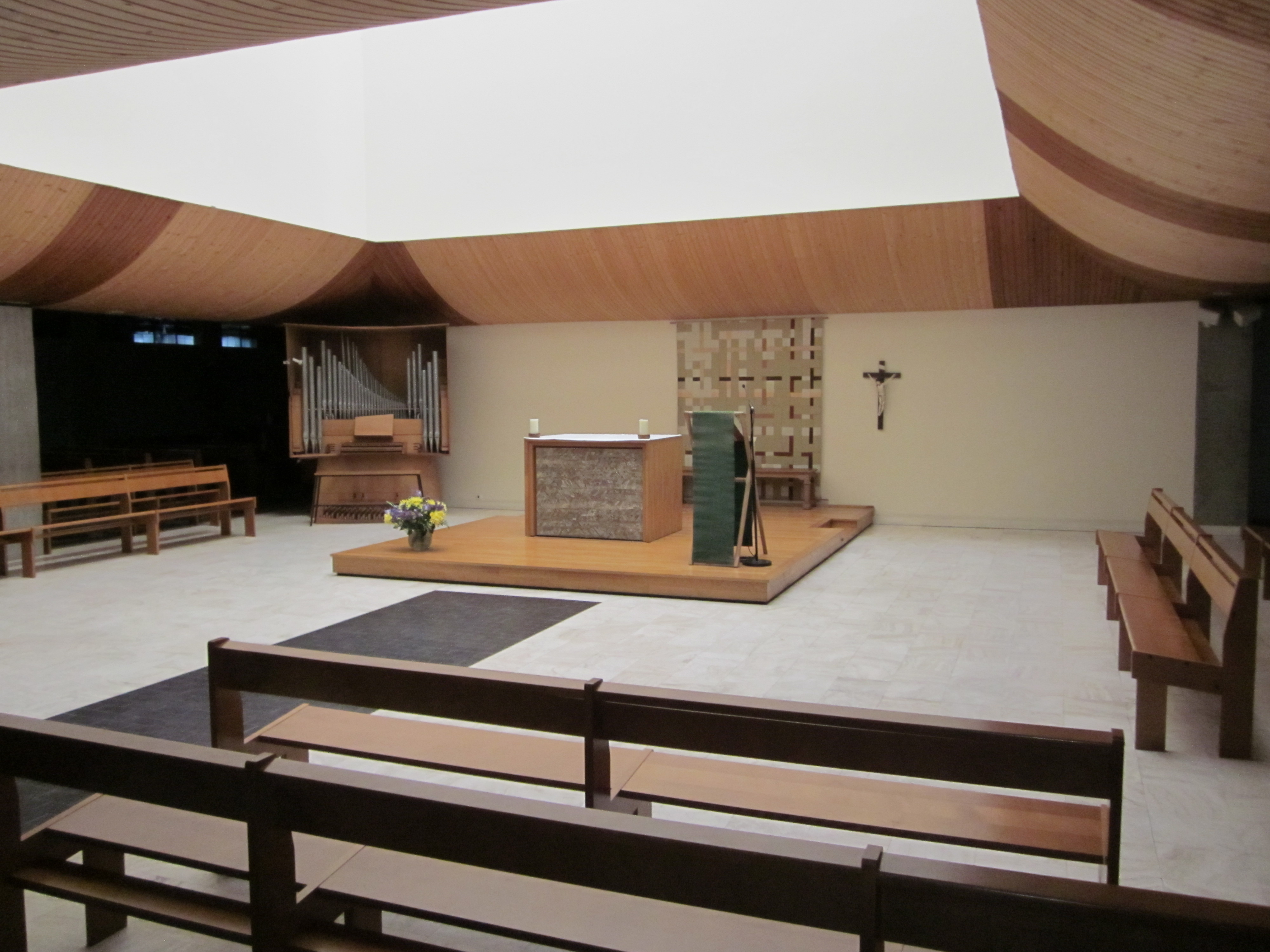
La chapelle du couvent dominicain Saint-Jacques, rue des Tanneries à Paris.

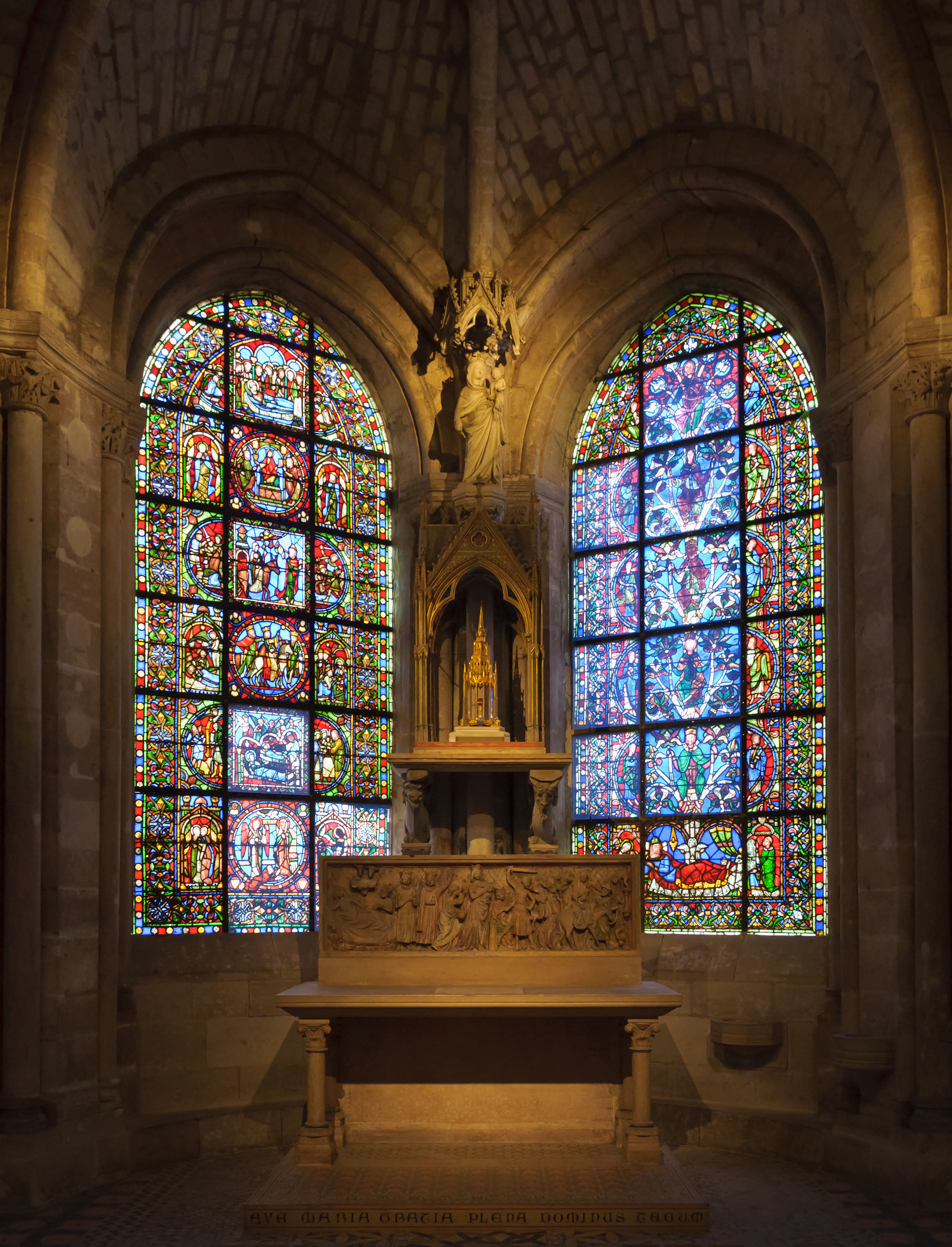
La chapelle axiale de la Vierge dans la basilique Saint-Denis.

Dans un édifice tel qu’une cathédrale, une basilique, une simple église paroissiale ou un couvent, une chapelle est une subdivision de l’édifice où sont célébrées des messes ou des cérémonies distinctes. La chapelle comprend donc souvent un autel propre dit secondaire qui a vu se multiplier les messes privées sans cesse plus nombreuses à travers le temps et des dévotions qui se sont diversifiées. La chapelle peut être dédiée à un saint différent de celui de l'église. En particulier, dans les églises catholiques non dédiées à la Vierge Marie, la chapelle axiale lui est généralement consacrée. La nef ou les collatéraux peuvent être flanqués de chapelles latérales communicantes ou non. La chapelle absidiale s'ouvre sur l'abside.

### Chapelle castrale/palatine
Lorsqu’une chapelle est rattachée à un château ou à un château-fort, elle est qualifiée de « castrale » et en est un des éléments constitutifs. Elle possède autant un rôle religieux qu'un rôle de représentation.
Elle est dite « palatine », si elle est rattachée à un palais.
Philippe Durand considère qu'elle est « l'un des éléments de la célèbre “trilogie” du palais », renvoyant à l'exemple de la chapelle palatine d'Aix-la-Chapelle.

### Chapelle double
Une chapelle double est une chapelle à deux étages. Elles étaient courantes dans les châteaux et les palais en Europe, principalement en Allemagne, jusqu'au XIIIe siècle. Il en existe également en Arménie. L'étage inférieur servait aux serviteurs, aux messes communes et au service funéraire, et l'étage supérieur aux seigneurs et aux célébrations privées. La pièce supérieure de l'église avait généralement une ouverture donnant accès à l'étage inférieur. Elles étaient avec le même plan d'étage, mais il existe des exceptions telle la chapelle du palais impérial de Goslar.

### Sainte-chapelle
Une « sainte-chapelle » est une chapelle ayant reçu un fragment de la couronne d’épines du Christ[réf. nécessaire]. La Sainte-Chapelle de Paris qui abritait cette relique est la plus connue. La Sainte-Chapelle du château de Vincennes en est un autre exemple.

## Spécificités régionales

### Bretagne

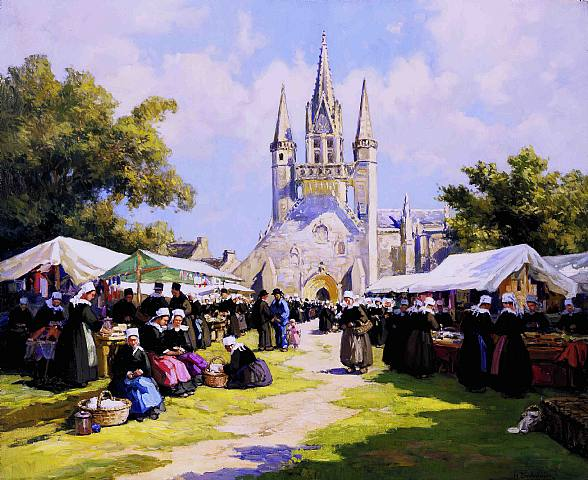
Le Pardon de Saint-Fiacre, par le peintre Henri Alphonse Barnoin.

En Bretagne, la plupart des hameaux possède une chapelle frairienne dite aussi chapelle de quartier, dont beaucoup sont désormais entretenues par des associations. Chaque année, lors de la fête patronale, un pardon y est célébré. Il s'agit d'une messe votive, avec procession de la bannière et de la statue du saint vénéré. Une fête populaire se déroule ensuite, dont les bénéfices aident à l'entretien du lieu et aux œuvres charitables. Près de Quimperlé, par exemple, la chapelle de Lothéa a ainsi été totalement reconstruite en quinze ans.
Dans le centre de la Bretagne, dans le secteur de Pontivy, une manifestation artistique, « L'art dans les chapelles », est organisée chaque été depuis 1991. Elle permet à des œuvres d'art moderne et contemporain (peinture, sculpture) d'être présentées au public dans une vingtaine de lieux qui, sans cela, resteraient fermés et méconnus.

### Chapelles de procession au Québec

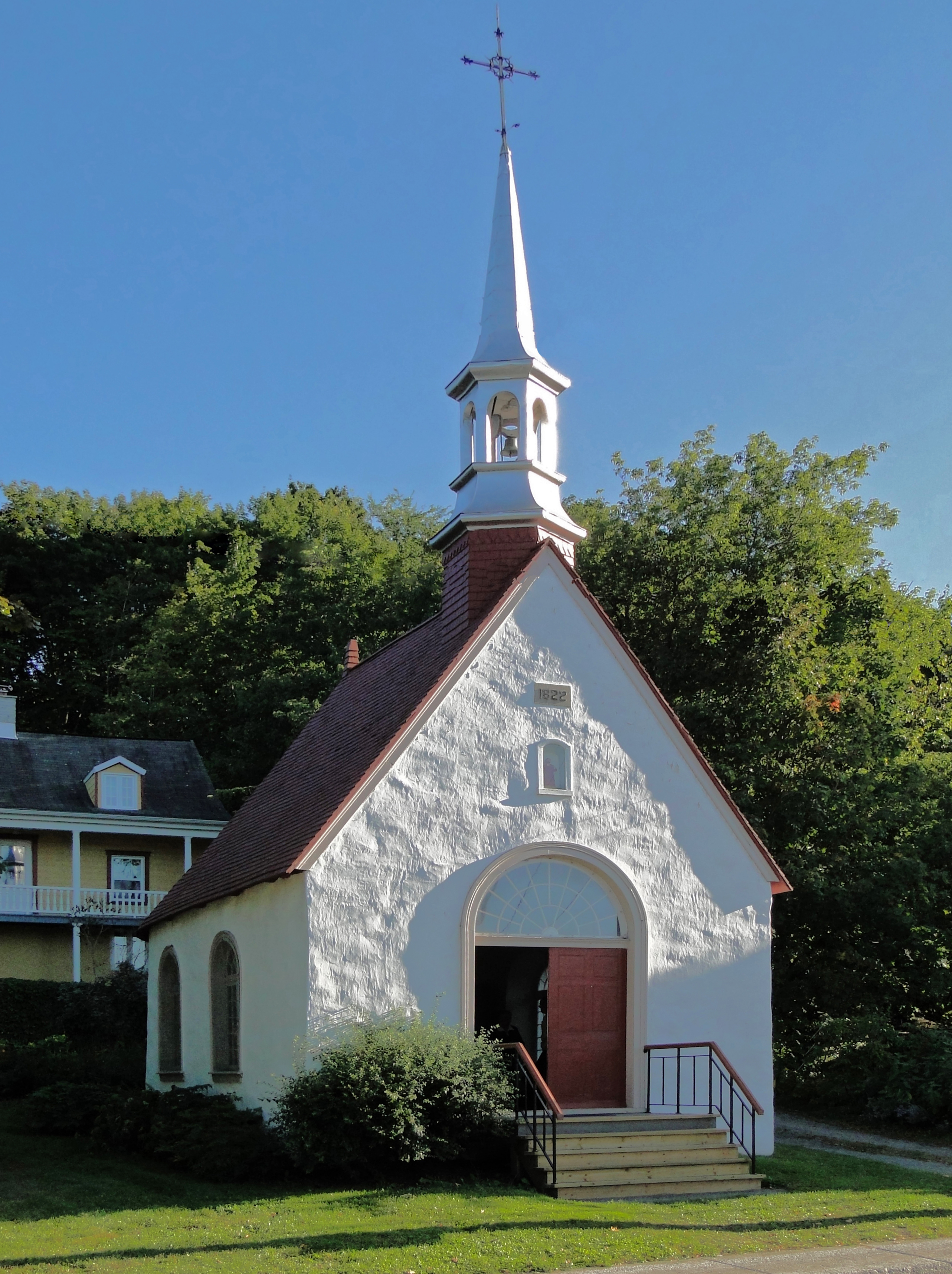
Chapelle de procession à Lévis au Québec.

Au Québec, une « chapelle de procession » est un édifice de confession catholique érigé en l'honneur d'un saint ou destiné à la procession du saint sacrement (Fête-Dieu). De façon générale, elle n'est pas affectée à la célébration de la messe.
Les chapelles de procession sont généralement conçues par paire et situées aux extrémités d'un village, de part et d'autre de l'église paroissiale.
Édifices rectangulaires ou terminés par une abside, ces chapelles de bois, de pierre et de brique sont de dimensions réduites et toujours surmontées d'un petit clocher. Leur intérieur est aménagé modestement et peut comprendre quelques meubles.
La tradition de la procession vient d'Europe et les premiers colons ont perpétué cet usage en Nouvelle-France. La mode des chapelles de procession prend son essor au début du XVIIIe siècle et se termine peu avant 1850. Ces chapelles ont suivi de près l'évolution de l'architecture québécoise.

## Galerie

Quelques chapelles
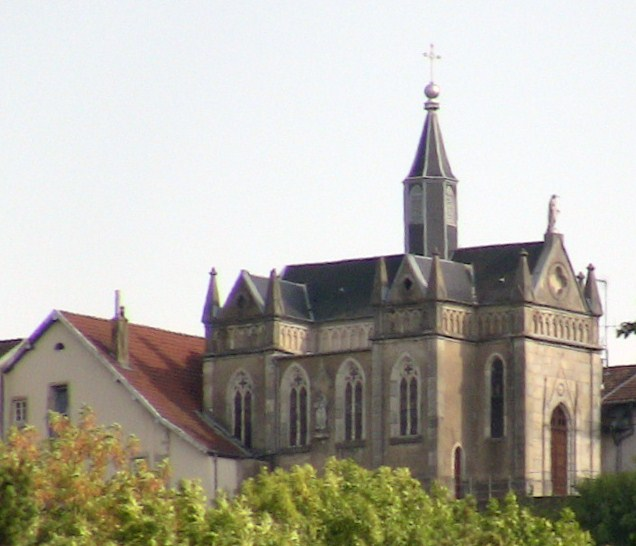
La chapelle des Buis, située à Besançon.
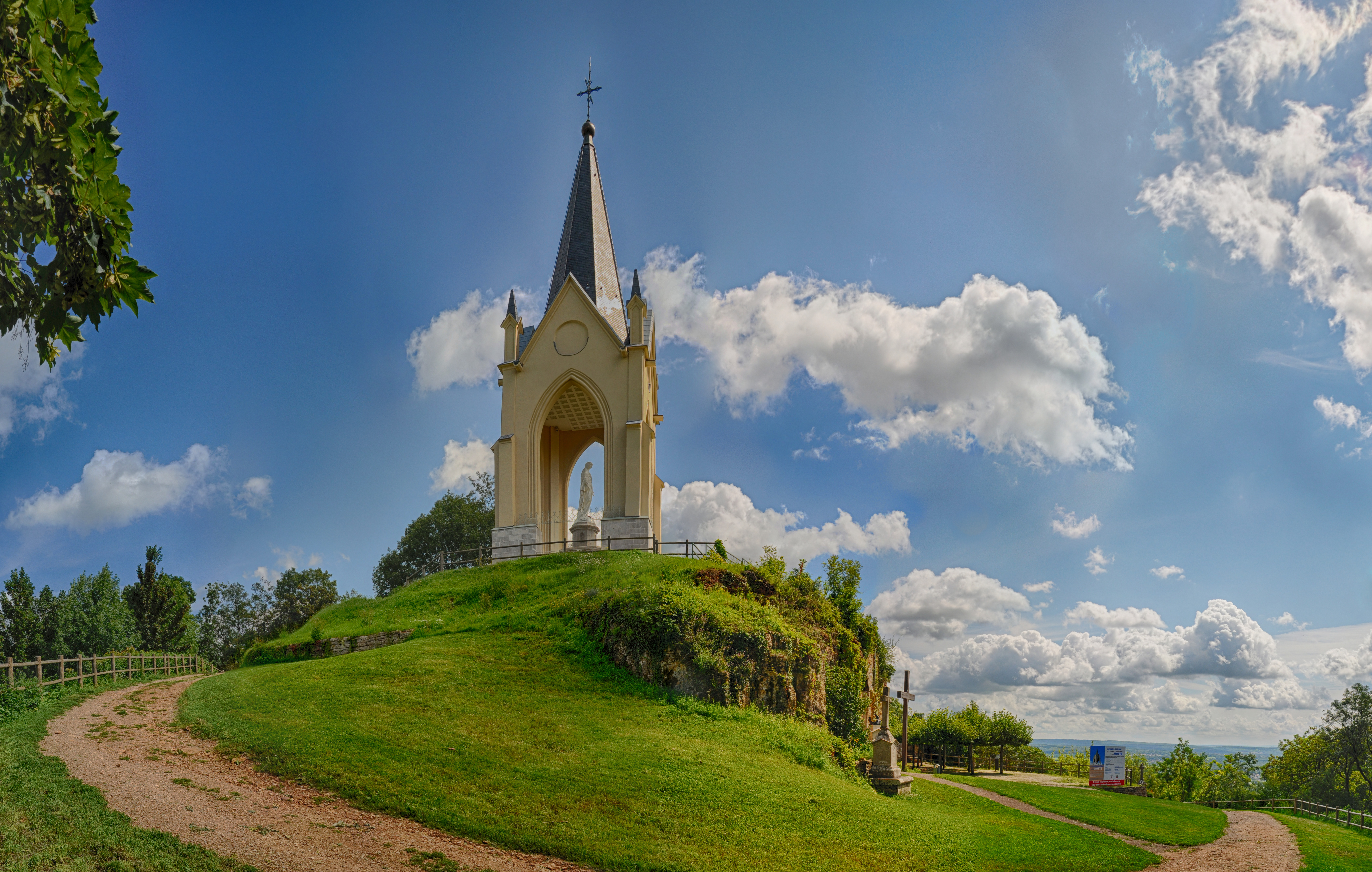
Chapelle Notre-Dame-de-la-Motte située au sommet de la colline de la Motte à Vesoul.
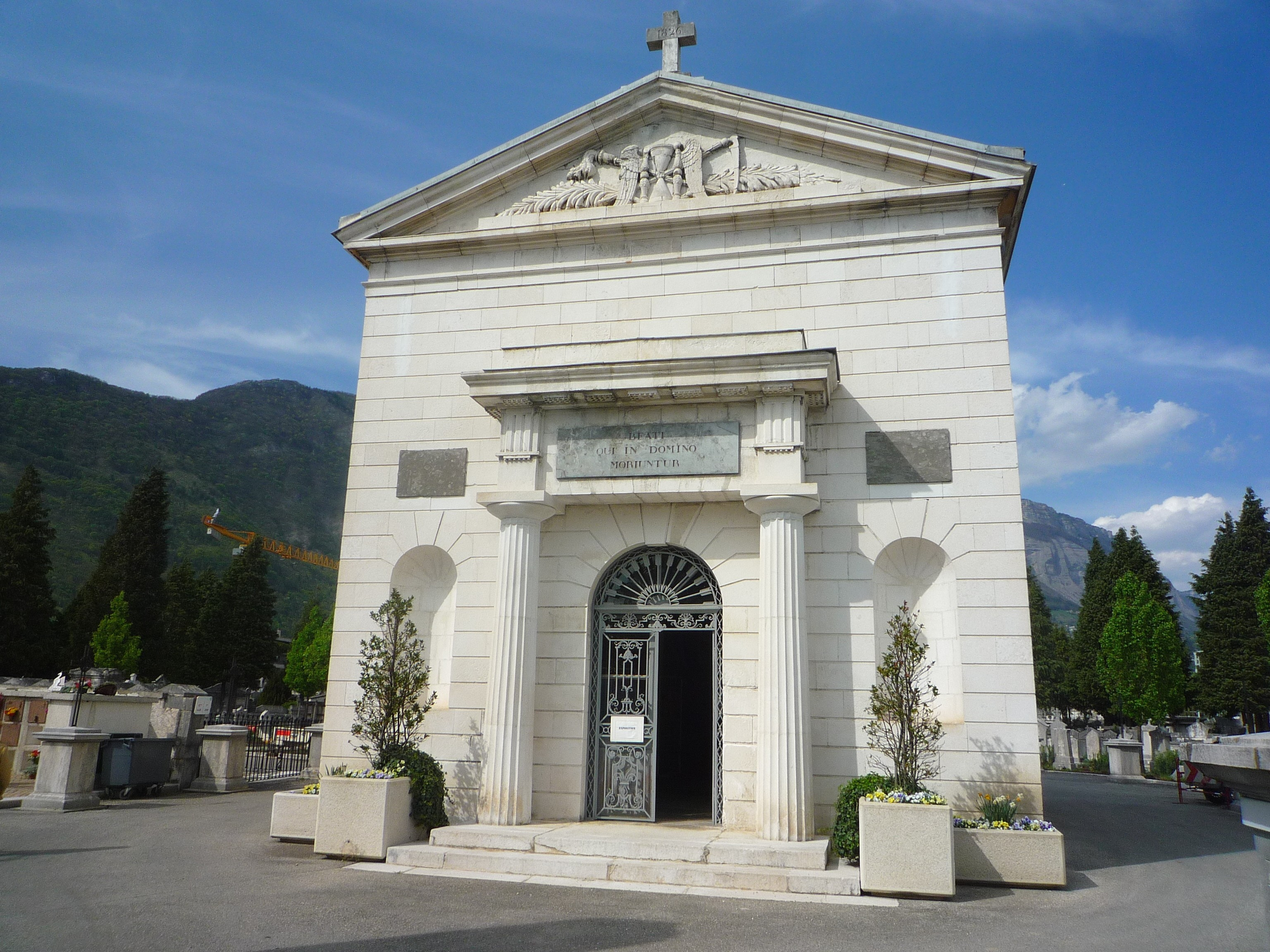
Chapelle Saint-Roch du cimetière Saint-Roch de Grenoble.
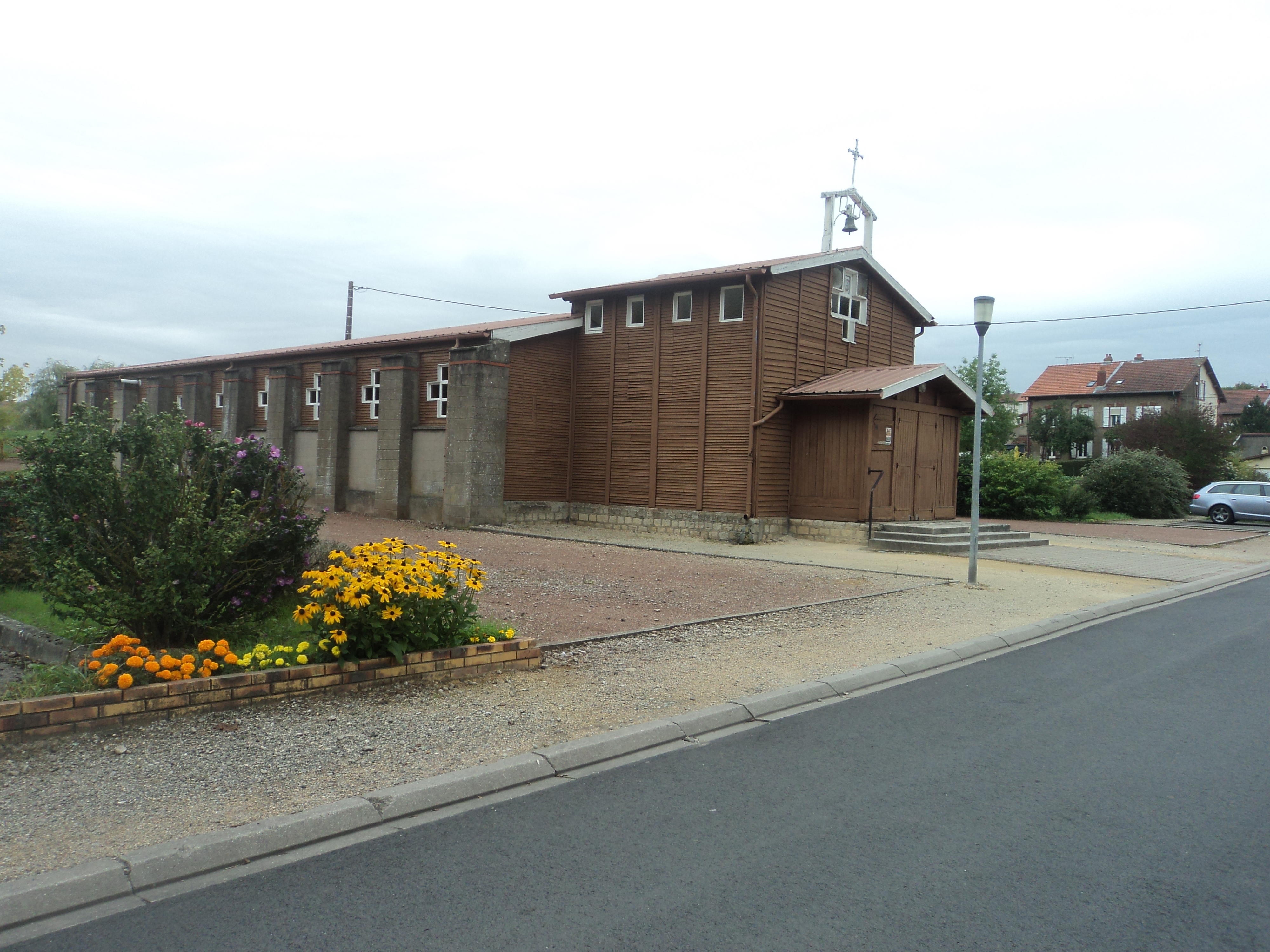
Tucquegnieux, la chapelle Sainte-Barbe contemporaine, en l’honneur de la sainte patronne des mineurs.
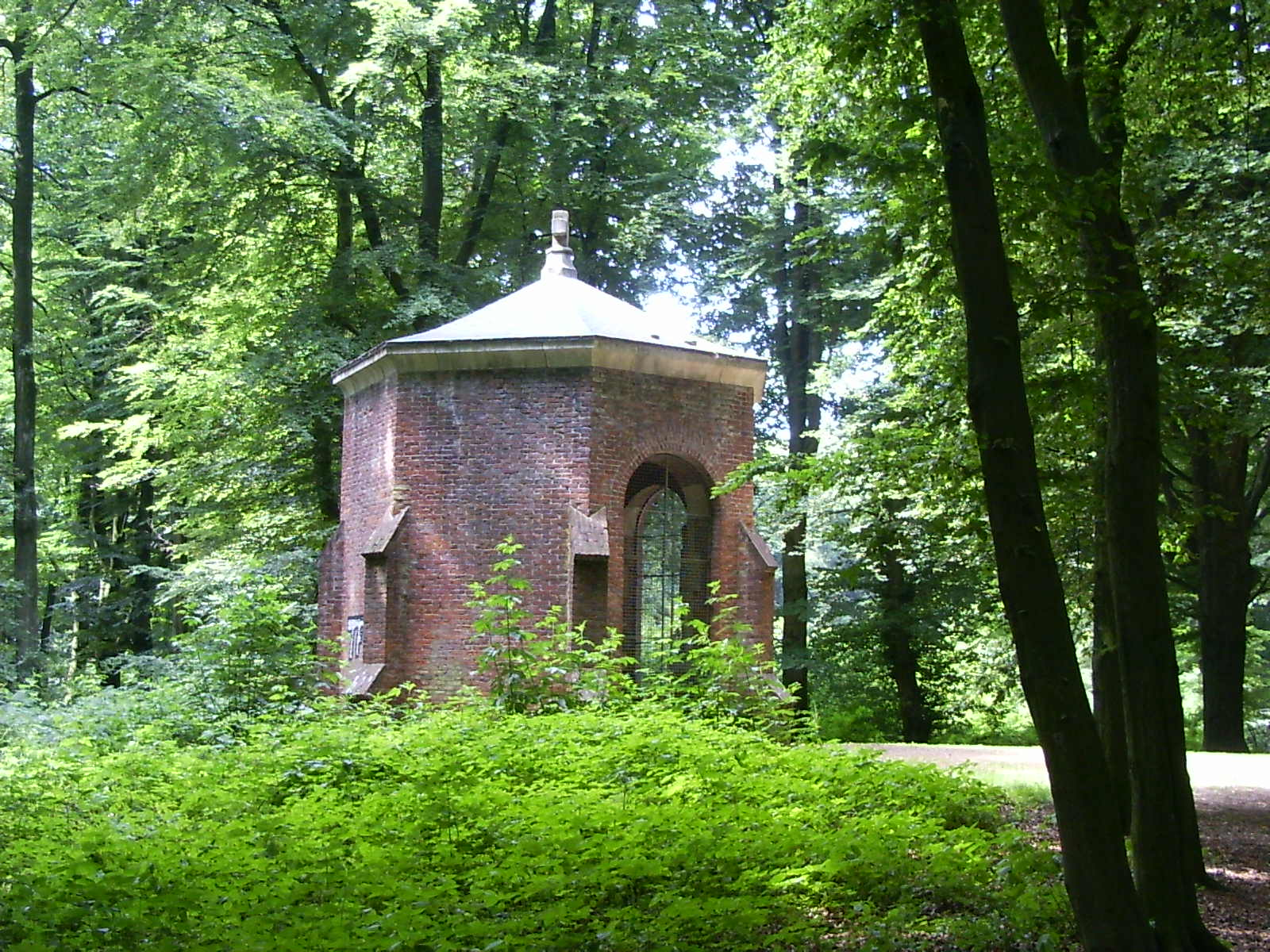
Une chapelle à Oosterbeek (Pays-Bas).
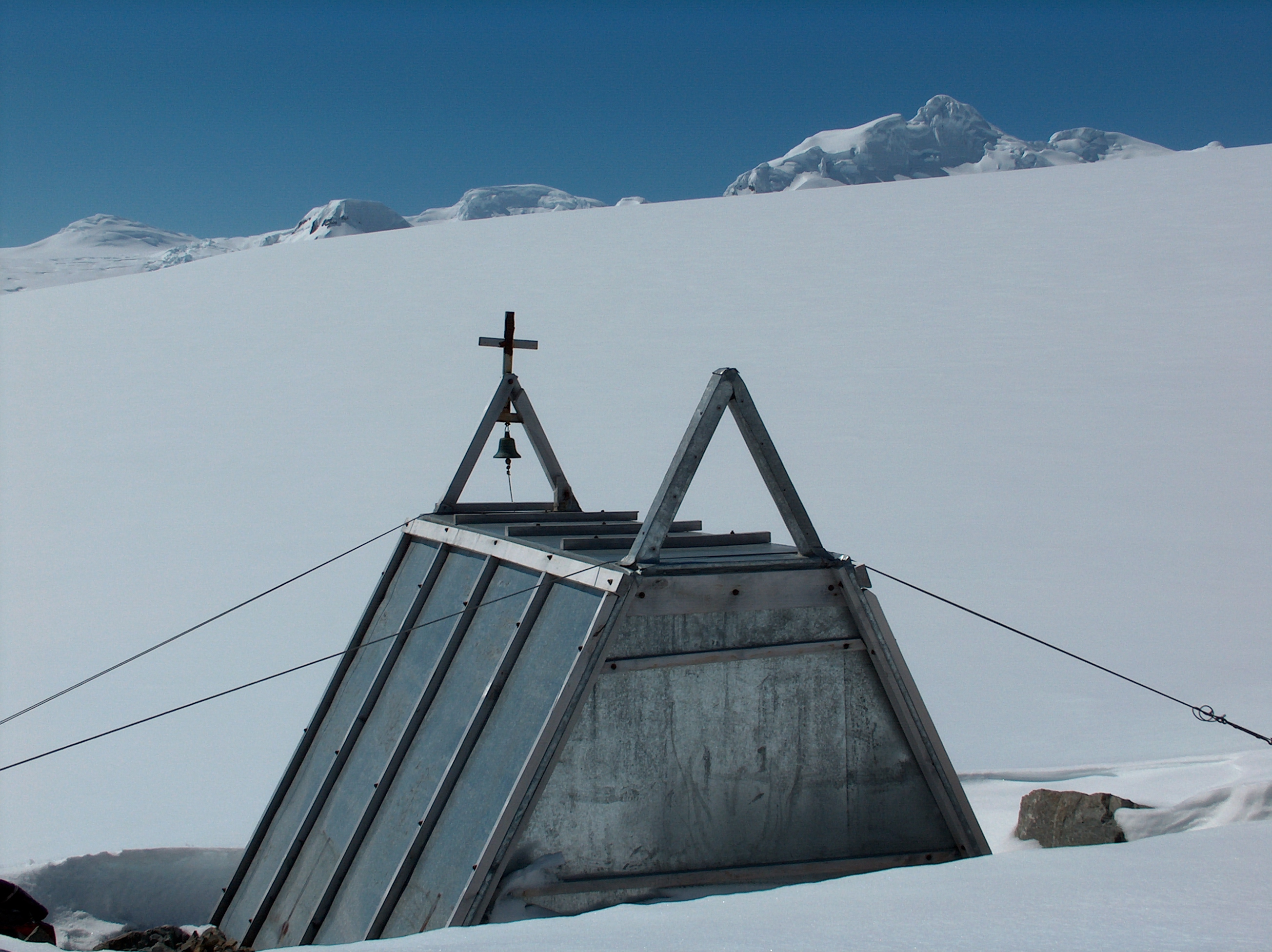
La chapelle de Saint-Jean de Rila de la base antarctique Saint-Clément-d’Ohrid sur l’île Livingston.